# Lac du Castor Noir
Lac du Castor Noir är en sjö i Kanada.   Den ligger i regionen Saguenay–Lac-Saint-Jean och provinsen Québec, i den östra delen av landet, 800 km nordost om huvudstaden Ottawa. Lac du Castor Noir ligger 664 meter över havet. Arean är 5,5 kvadratkilometer. Den sträcker sig 3,3 kilometer i nord-sydlig riktning, och 6,0 kilometer i öst-västlig riktning.
Omgivningarna runt Lac du Castor Noir är i huvudsak ett öppet busklandskap. Trakten runt Lac du Castor Noir är nära nog obefolkad, med mindre än två invånare per kvadratkilometer.